# 真島正徳
真島 正徳（ましま まさのり、1970年1月5日 - ）は、地方競馬・佐賀競馬場所属の元騎手で現在は調教師。
所属厩舎は元騎手で兄である真島元徳。姉は元競艇選手の川口みゆき、甥は大井競馬場の元騎手で調教師でもある真島大輔である。

## 来歴
1987年10月18日佐賀競馬第1競走でキタノチヤレンジヤに騎乗しデビューする（8頭立て8番人気7着）。翌日の10月19日ヒミコローゼンに騎乗し初勝利を挙げる（7頭立て4番人気）。
デビューから数年はなかなか勝ち星を挙げられず、デビュー7年目の1994年に通算100勝を達成。同年11月6日のサラブレッドグランプリでユーワスーパーに騎乗し重賞初制覇を飾った。
2000年9月2日、小倉競馬のひまわり賞を地元佐賀のコウセイロマンに騎乗し優勝。JRA初勝利を挙げる。
2004年1月26日に佐賀競馬第5競走をナイキセフティーで優勝し地方競馬通算1000勝を達成した。
2009年の2009M&Kジョッキーズカップで全4戦で合計58ポイントを獲得し、総合優勝を果たした。
2014年8月31日、佐賀競馬第9競走の佐賀プリンス賞をカシノマラドーナで優勝し、地方競馬通算1,3303戦目で通算2000勝を達成。
2020年4月21日、佐賀競馬第3競走のC2-9組をクリアスカイラインで優勝し、地方競馬通算15,737戦目で2500勝を達成。
2021年11月19日、令和3年度第3回調教師免許試験に合格したため、11月30日をもって騎手を引退。12月1日付けで調教師となる。

## 主な騎乗馬
- ユーワスーパー（1994年サラブレッドグランプリ、天山賞）
- サンライトゴーラン（1997年中島記念）
- スターディジューキ（1998年九州ブリーダーズカップ）
- シゲノキューティー（1999年ニューイヤーカップ、花吹雪賞、サガクイーン賞、栄城賞、佐賀菊花賞、2000年サガクイーン賞）
- スーパーセタリオン（2000年栄城賞）
- アイディアルクイン（2000年九州王冠、九州大賞典）
- シュメイヒーロー（2000年荒尾ダービー、九州アラブダービー）
- コウセイロマン（2001年たんぽぽ賞）
- マキノヒット（2001年荒尾ダービー）
- ナイキペガサス（2002年ニューイヤーカップ）
- スーパーリターン（2002年花吹雪賞）
- ハクシュカッサイ（2002年吉野ヶ里記念、九州記念、九州大賞典、2003年九州記念、九州大賞典）
- ランアップ（2004年九州ジュニアグランプリ）
- ダンシングスキー（2005年飛燕賞、九州ダービー栄城賞）
- スターオブジャパン（2006年荒尾ダービー）
- スターオブジェンヌ（2008年トゥインクルレディー賞）
- ティピカル（2009年飛燕賞）
- ネオアサティス（2009年九州ジュニアチャンピオン）
- ヘイアンレジェンド（2009年中島記念）
- リョウマニッポン（2010年九州ジュニアグランプリ）
- ウルトラカイザー（2010年九州ジュニアチャンピオン、2011年中島記念、2017年六角川賞、高千穂峰賞、2018年雷山賞、吉野ヶ里記念、佐賀オータムスプリント、中島記念）
- メガチューズデー（2010年中島記念）
- ガルホーム（2011年九州ジュニアグランプリ）
- レイズミーアップ（2012年中島記念、2013年はがくれ大賞典）
- グランデスバル（2013年球磨川賞）
- ウルトラキング（2013年佐賀皐月賞）
- タカノアラエビス（2013年仙水峡賞、如月賞、久住山賞）
- ケンシスピリット（2014年飛燕賞）
- ダイリンザン（2014年カペラ賞、2015年飛燕賞、仙酔峡賞）
- マンハッタンヘンジ（2014年師走賞、2015年すみれ賞）
- スイングエンジン（2015年九州オールカマー、2016年鏡山賞）
- バルーン（2015年唐津湾賞）
- コパノエクスプレス（2015年嘉瀬川賞、2016年黒髪山賞）
- クラウンアトラス（2015年由布岳賞）
- キョウワカイザー（2015年遠賀川賞、五ケ瀬川賞、韓国岳賞、2016年球磨川賞、周防灘賞、中島記念、2017年九州大賞典、周防灘賞、中島記念）
- ロードデューク（2015年御船山賞）
- マイネルジャスト（2015年ロータスクラウン賞）
- ドンプリムローズ（2015年天山賞、カペラ賞、2016年ル・プランタン賞、九州ダービー栄城賞、ロータスクラウン賞）
- カシノボルト（2016年英彦山賞）
- スラッシュ（2016年初夏賞）
- ダンシング（2016年仙酔峡賞、2017年サイネリア賞）
- オヒナサマ（2017年花吹雪賞）
- ロトスキャンダル（2017年夏至賞）
- デリッツァリモーネ（2017年長月賞、五ケ瀬川賞、宝満山賞）
- ベルセルク（2018年飛燕賞）
- スーパージンガ（2019年ル・プランタン賞、佐賀皐月賞、九州ダービー栄城賞、ロータスクラウン賞）
- ジェッシージェニー（2020年佐賀ヴィーナスカップ）
- パイロキネシスト（2021年佐賀スプリングカップ）